# Knud Nielsen (nazist)
 Der er flere personer med dette navn, se Knud Nielsen.
Knud Nielsen (født 26. marts 1925) er en dansk forhenværende nazistisk ungdomspolitiker.
Han blev født som 'uægte barn' (uden for ægteskab) og voksede op hos sine bedsteforældre i Hjembæk på Vestsjælland. Da KN var 10 år, døde hans bedstefar, og han kom hjem til moderen på Vesterbro i København, hvor han blev mælkedreng.
Han blev i 1942 medlem af Nationalsocialistisk Ungdom (NSU) og blev som 18-årig i 1943 forfremmet til storhirdfører med 30 mand under sig. I 1943 var han i træningslejr hos Hitlerjugend i Kärnten. Under opholdet i Østrig meldte han sig i sommeren 1943 til SS for at komme til fronten. Dette ønske blev dog afvist af Storbanner-ledelsen i NSU, som fandt, at bevægelsen allerede havde mistet for mange ledere.
Under befrielsen skjulte han sig hos en onkel i Holbæk. Efter krigen blev han i retsopgøret i 1946 idømt halvandet års fængsel.